# Piper scutifolium
Piper scutifolium är en pepparväxtart som beskrevs av Truman George Yuncker. Piper scutifolium ingår i släktet Piper och familjen pepparväxter. Inga underarter finns listade i Catalogue of Life.